# بی‌خیالش
بی‌خیالش (ایتالیایی: Non pensarci) یک فیلم کمدی ایتالیایی به کارگردانی جانی زاناسی است که در سال ۲۰۰۷ منتشر شد.

## بازیگران
- والریو ماستاندرئا
- آنیتا کاپریولی
- جوزپه باتیستون
- کاترینا مورینو
- پائولو بریگویا
- دینو آبرشا
- پائولو ساسانلی